# Georg Friedrich Meyer (Geodät)
Georg Friedrich Meyer (* 11. Februar 1645 in Basel; † 25. Dezember 1693 ebenda) war ein Schweizer Geodät, Mathematiker und Kartograph der zweiten Hälfte des 17. Jahrhunderts.
Meyer besuchte in Basel das Gymnasium und wurde von seinem Vater in Mathematik, Vermessung und Festungsbau ausgebildet. Er arbeitete und studierte bis 1673 im Elsass und in Lothringen. Zurück in Basel arbeitete er als Mathematiklehrer und Kartograph. Von 1687 bis 1691 gehörte Meyer dem Kleinen Rat an. 1689 wurde Meyer Weinherr, 1690 Hauptmann im Steinenquartier und 1691 Lohnherr, d. h. Leiter des Basler Bauwesens.
Aus Meyers Feder stammen zahlreiche Planskizzen und Karten zum Baselbiet, aber auch einige zum benachbarten Elsass. Dazu zählen vor allem Landvogtei-Karten (Ämterkarten), Grenzpläne über das Kantonsgebiet, sowie Strassen- und Katasterpläne. Von einigen der Pläne Meyers fertigte Emanuel Büchel später teils sehr exakte Kopien an.
Georg Friedrich Meyer verfasste auch zwei Abhandlungen:
- Doctrina triangulorum sive trigonometria: die Lehr/ von Messung der Trianglen sambt dem Gebrauch der Tabularum Sinuum, Tangentium & Secantium [...] (erstmals einzeln erschienen 1678 bei den «Schriftgiessereien» H. R. u. L. König und J. R. Genath in Basel)
- Stereometria sive demensio solidorum: das ist Außmessung Cörperlicher Dingen/ oder Visier-Kunst (erstmals einzeln erschienen 1675 bei Genath in Basel, erneut 1691).[1]